# Lidská práva v Albánii

Vlajka Albánie má od 7. dubna 1992 podobu červeného listu o poměru stran 5:7, na kterém je umístěn dvouhlavý orel černé barvy.

Mezi aktuální problémy týkající se lidských práv v Albánii patří domácí násilí, ojedinělé případy mučení a policejní brutality, celkový stav věznic, obchodování s lidmi, sexuální zneužívání a práva LGBT.

## Historie
Za vlády Envera Hodži (1944–1985) byla komunistická Albánie označována za jednu z nejrepresivnějších zemí východní Evropy, od roku 1992 však pod vedením Demokratické strany došlo k několika liberalizačním reformám.

## Projevy porušování práv v Albánii

### Obchod s lidmi
V Evropě roste povědomí o obchodování s lidmi jako o problému lidských práv. Konec komunismu přispěl k nárůstu obchodování s lidmi, přičemž většinu obětí tvoří ženy nucené k prostituci.
Albánská vláda projevila určité odhodlání bojovat proti obchodování s lidmi, ale byla kritizována za to, že plně nedodržuje minimální standardy pro eliminaci obchodování s lidmi a nevyvinula účinná opatření v oblasti ochrany svědků.

### Mučení a smrt ze strany úřadů
Od počátku roku 1994 obdržela Amnesty International zprávy o případech, kdy příslušníci albánské policie údajně špatně zacházeli s lidmi při jejich zatýkání nebo zadržování, někteří lidé dokonce v důsledku tohoto zacházení zemřeli. Podle zpráv byli zadržení často zraněni, přičemž zranění, která utrpěli, zahrnují pohmožděniny, zlomené zuby nebo řezné rány, které si vyžádaly lékařské ošetření nebo dokonce hospitalizaci v nemocnicích. Některé případy špatného zacházení se rovnaly mučení. Mnoho těchto případů bylo spácháno na členech nebo příznivcích Socialistické strany. Mezi další oběti patří homosexuálové, příslušníci řecké menšiny a bývalí političtí vězni. Stíhání policistů za mučení nebo špatné zacházení se zdá být vzácné.
Také Amnesty International uvádí, že i dnes je v Albánii mučení i špatné zacházení se zadrženými běžné.

### Násilí a diskriminace žen
Téměř 60 % žen ve venkovských oblastech je vystaveno fyzickému nebo psychickému násilí a téměř 8 % je obětí sexuálního násilí. V roce 2014 Albánský helsinský výbor uvedl, že počet obětí vražd je stále vysoký.
Komisař pro ochranu před diskriminací vyjádřil znepokojení nad zákonem o registraci rodiny, který diskriminuje ženy. V důsledku toho mají hlavy domácností, kterými jsou v drtivé většině muži, právo změnit bydliště rodiny bez souhlasu svých partnerů.

### Násilí na dětech
V roce 2015 UNICEF uvedl, že 77 % dětí bylo doma vystaveno nějaké formě násilného trestu. Stovky dětí jsou nuceny žebrat nebo jsou vystaveny jiným formám nucené práce v rámci země, a dokonce i v zahraničí.

### Porušování lidských práv řecké menšiny
Lidská práva v Albánii jsou porušována vládou, která se podle organizací na ochranu lidských práv zaměřila na řeckou menšinu prostřednictvím policie a tajných služeb. Řecké komunity se staly terčem rozvojových projektů a jejich domy byly zbourány v rámci údajného etnického napadání Řeků ze severního Epiru, kde jsou domy systematicky demolovány. Podle Amnesty International byly zaznamenány případy špatného zacházení s příslušníky řecké menšiny ze strany úřadů.
Etnická řecká menšina si také stěžovala na neochotu vlády uznat etnicky řecká města mimo „menšinové zóny“ z dob komunismu, používat řečtinu v úředních dokumentech a na veřejných nápisech nebo zapojit více etnických Řeků do veřejné správy.